# くじゅう坊ガツル・タデ原湿原

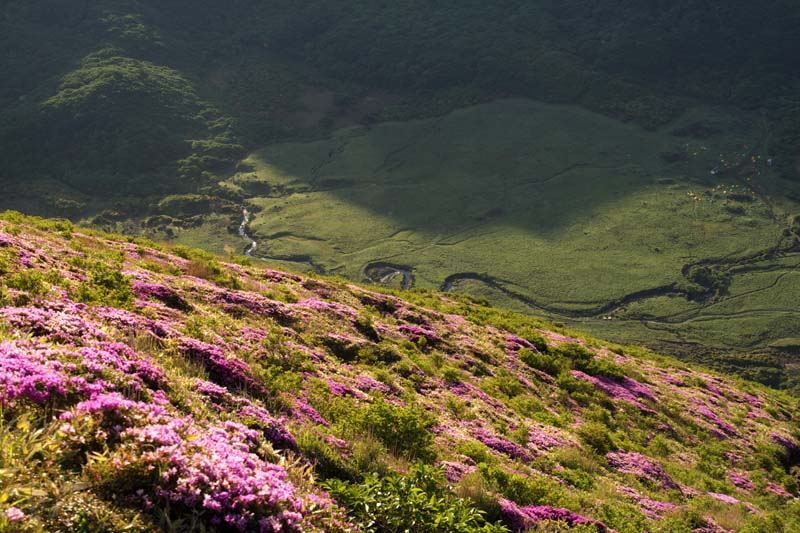
坊ガツル

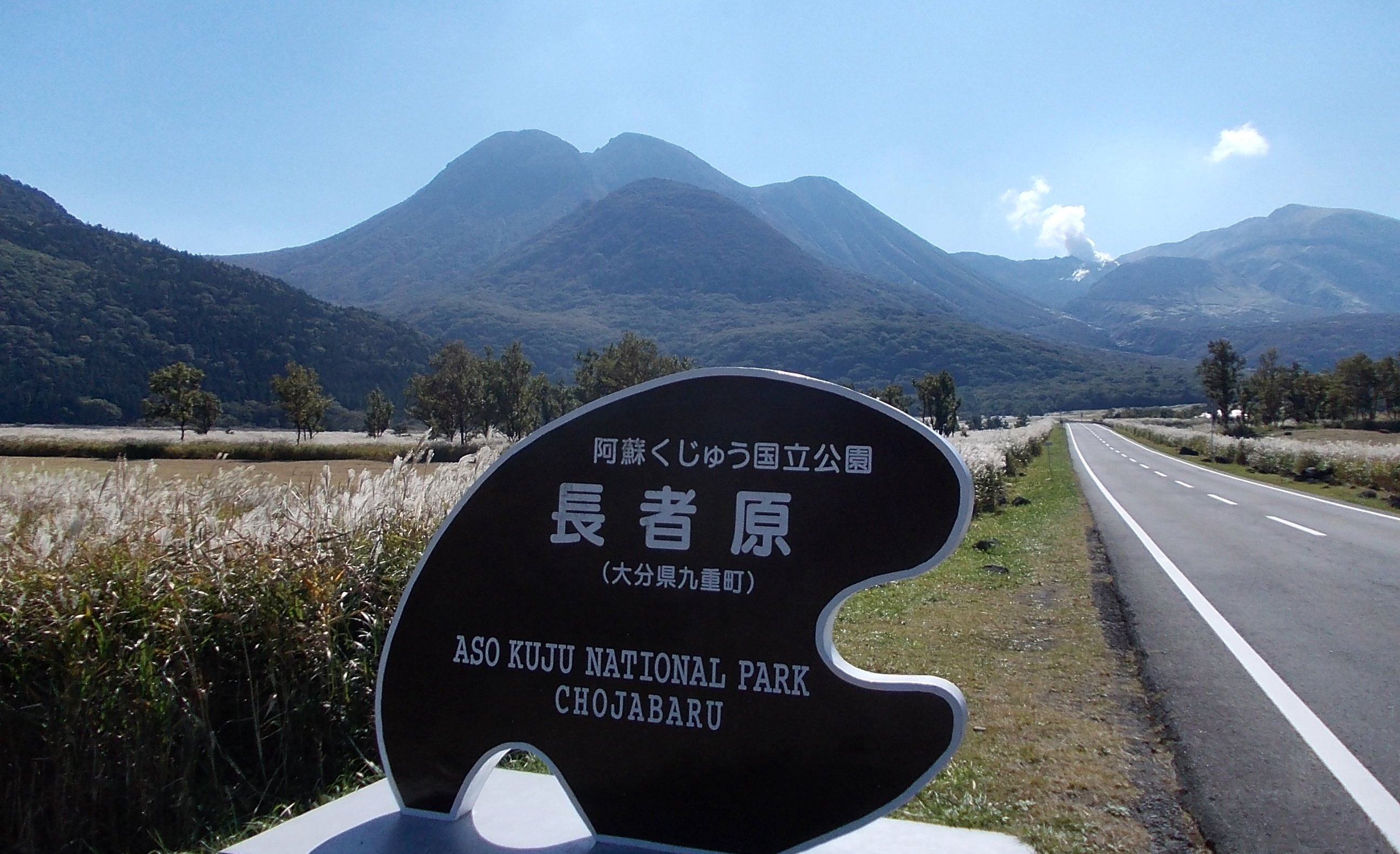
タデ原

くじゅう坊ガツル・タデ原湿原（くじゅう ぼうがつる・たでわらしつげん）は、大分県竹田市及び玖珠郡九重町にあるラムサール条約の登録湿地。2005年11月8日登録。
竹田市にある標高約1,200mの坊ガツル湿原と、玖珠郡九重町にある標高約1,000mのタデ原湿原とからなり、中間湿原としては日本国内最大級の面積を有する湿原である。一帯にはアサマフウロ、シムラニンジン、オオミズゴケなどを含む74種のシダ類と493種の種子植物が生えている。なお、名称の「ガ」を小文字にし、くじゅう坊ヵ゛ツル・タデ原湿原と表記されることもある。